# 师贵庭
师贵庭（1923年11月—2005年3月9日），男，直隶（今河北）南宫人，中华人民共和国军事人物，中国人民解放军大校，曾任北京军区副参谋长，兰州军区参谋长。